# 委內瑞拉國家先賢祠
委內瑞拉國家先賢祠（西班牙語：Panteón Nacional de Venezuela） 位於委內瑞拉首都加拉加斯北部。奉祀有南美民族英雄西蒙·玻利瓦爾及一些對委內瑞拉有貢獻的人物。其中玻利瓦爾的陵寢位於正殿，拱頂上則為1930年描繪玻利瓦爾生平場景的畫作。

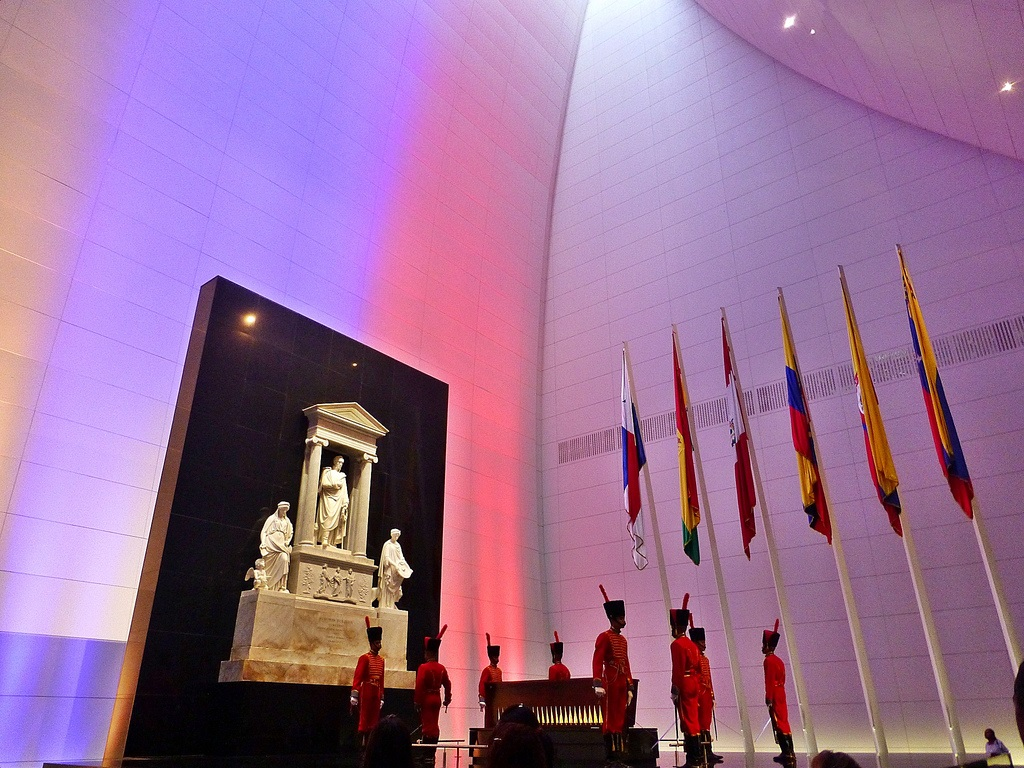
正殿的西蒙·玻利瓦爾陵寢
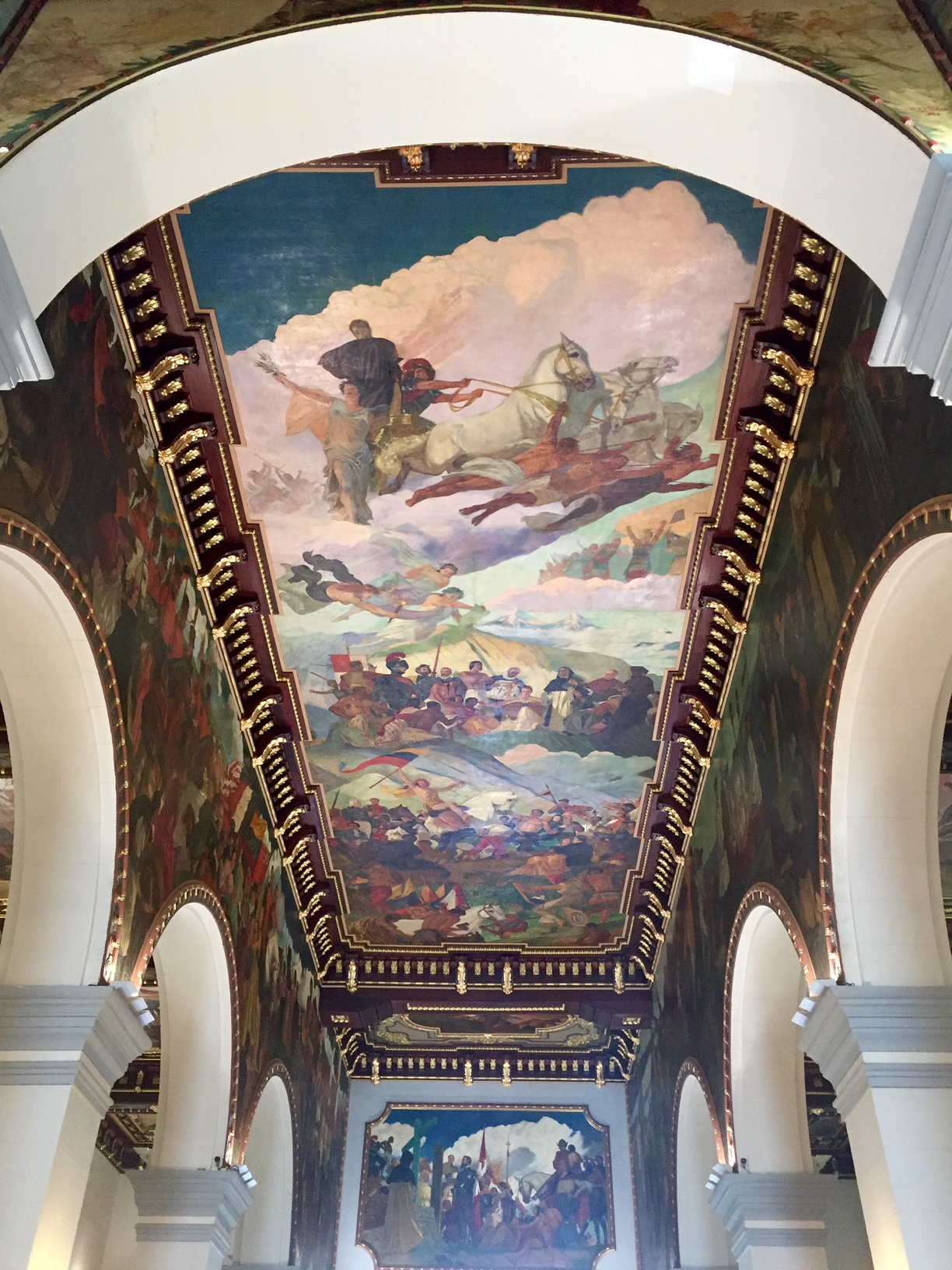
蒂托·薩拉斯 (Tito Salas) 的作品：解放者的神化 (Apotheosis of the Liberator, 1942)，位於國家先賢祠的中央中殿